# HMS Hotspur (H01)
HMS Hotspur (H01) là một tàu khu trục lớp H được Hải quân Hoàng gia Anh Quốc chế tạo vào giữa những năm 1930. Trong cuộc Nội chiến Tây Ban Nha vào các năm 1936–1939, nó trải qua một phần lớn thời gian tại vùng biển Tây Ban Nha thực thi chính sách cấm vận vũ khí mà Anh và Pháp áp đặt cho các bên xung đột. Trong Chiến dịch Na Uy, nó đã chiến đấu trong trận Narvik thứ nhất vào tháng 4 năm 1940 nơi nó bị hư hại nặng. Sau khi được sửa chữa, nó được điều đến Gibraltar và tham gia trận Dakar vào tháng 9; rồi một tháng sau đó, nó bị hư hại nặng sau khi húc chìm một tàu ngầm Ý. Con tàu được sửa chữa tại Malta rồi được chuyển sang Hạm đội Địa Trung Hải vào đầu năm 1941. Nó tham gia trận chiến mũi Matapan vào tháng 3, và giúp vào việc triệt thoái binh lính Anh và Australia khỏi Hy Lạp và Crete trong tháng 4 và tháng 5. Sang tháng 6, con tàu tham gia Chiến dịch Syria-Lebanon và hộ tống các đoàn tàu vận tải và các tàu chiến lớn của Hạm đội Địa Trung Hải cho đến khi được điều sang Hạm đội Đông vào tháng 3 năm 1942.
Hotspur không có hoạt động nào khi Nhật Bản đột kích vào Ấn Độ Dương trong tháng 4, nhưng đã hộ tống một tàu sân bay trong giai đoạn cuối của cuộc chiếm đóng Madagascar. Tuy nhiên đến tháng 6, nó được điều trở lại Địa Trung Hải để hộ tống một đoàn tàu vận tải đến Malta trong Chiến dịch Vigorous. Quay trở về Anh, nó được cải biến từ tháng 3 năm 1943 thành một tàu khu trục hộ tống và được giao nhiệm vụ hộ tống vận tải tại Bắc Đại Tây Dương trong hầu hết thời gian còn lại của chiến tranh. Sau một đợt nâng cấp kéo dài vào cuối năm 1944, nó đảm trách hộ tống vận tải tại vùng biển Ireland cho đến khi xung đột kết thúc vào tháng 5 năm 1945.
Sau chiến tranh, con tàu được sử dụng trong cả hoạt động thường lệ lẫn huấn luyện cho đến khi được đưa về lực lượng dự bị vào đầu năm 1948. Nó được bán cho Cộng hòa Dominica cuối năm đó và đổi tên thành Trujillo. Sau cái chết của Rafael Trujillo, người cai trị Dominica suốt từ năm 1930 cho đến khi bị ám sát vào năm 1961, con tàu được đổi tên thành Duarte vào năm 1962, và cuối cùng bị bán để tháo dỡ vào năm 1972.

## Thiết kế và chế tạo
Hotspur có trọng lượng choán nước tiêu chuẩn 1.340 tấn Anh (1.360 t), và lên đến 1.859 tấn Anh (1.889 t) khi đầy tải. Nó có chiều dài chung 323 foot (98,5 m), mạn thuyền rộng 33 foot (10,1 m) và độ sâu của mớn nước là 12 foot 5 inch (3,8 m). Nó được dẫn động bởi hai turbine hơi nước Parsons truyền động ra hai trục chân vịt, sản sinh tổng công suất 34.000 mã lực càng (25.000 kW), cho phép nó đạt tốc độ tối đa 36 hải lý trên giờ (67 km/h; 41 mph). Hơi nước được cung cấp bởi ba nồi hơi ống nước Admiralty. Hotspur có thể mang theo tối đa 470 tấn Anh (480 t) dầu đốt, cho phép một tầm hoạt động tối đa 5.530 hải lý (10.240 km; 6.360 mi) ở tốc độ 15 hải lý trên giờ (28 km/h; 17 mph). Thành phần thủy thủ đoàn của nó bao gồm 137 sĩ quan và thủy thủ trong thời bình, nhưng tăng lên đến 146 người trong thời chiến.
Con tàu được trang bị bốn khẩu pháo QF 4,7 inch (120 mm) Mk. XII L/45 trên các tháp pháo nòng đơn. Cho mục đích phòng không, Hotspur có hai khẩu đội súng máy 0,5 in (13 mm) Mk.III bốn nòng. Nó còn có hai bệ ống phóng ngư lôi bốn nòng trên mặt nước dành cho ngư lôi 21 in (530 mm). Một đường ray thả mìn sâu và hai máy phóng được trang bị; ban đầu nó mang theo 20 quả mìn sâu, nhưng được tăng lên 35 quả không lâu sau khi chiến tranh bắt đầu.
Hotspur được đặt hàng vào ngày 13 tháng 12 năm 1934 trong Chương trình Chế tạo Hải quân 1934. Nó được đặt lườn vào ngày 27 tháng 2 năm 1935 tại xưởng tàu của hãng Scotts Shipbuilding & Engineering Company ở Greenock, Scotland; được hạ thủy vào ngày 23 tháng 3 năm 1936 và hoàn tất vào ngày 29 tháng 12 năm 1936 với chi phí 253.037 Bảng Anh, không tính đến các thiết bị do Bộ Hải quân Anh cung cấp như vũ khí, đạn dược và thiết bị thông tin liên lạc.

### Các cải biến trong chiến tranh
Bắt đầu từ giữa năm 1940, dàn vũ khí phòng không của con tàu được tăng cường, cho dù không thể biết được đích xác thời điểm được nâng cấp. Bệ ống phóng ngư lôi phía sau được thay bằng một khẩu QF 12 pounder 3 inch (76,2 mm) phòng không, và các khẩu đội súng máy Vickers bốn nòng được thay bằng pháo tự động Oerlikon 20 mm, đồng thời hai khẩu Oerlikon 20 mm khác được tăng cường trên cấu trúc thượng tầng phía trước.

## Lịch sử hoạt động
Sau khi nhập biên chế, Hotspur được phân về Chi hạm đội Khu trục 2 trực thuộc Hạm đội Địa Trung Hải, và đã tuần tra tại vùng biển Tây Ban Nha trong năm 1937 để thực thi chính sách cấm vận vũ khí đến các bên xung đột trong cuộc Nội chiến Tây Ban Nha. Nó trải qua một đợt đại tu tại Gibraltar từ ngày 16 tháng 12 năm 1937 đến ngày 17 tháng 1 năm 1938, rồi tiếp nối hoạt động tuần tra tại vùng biển Tây Ban Nha trong năm 1938 và 1939. Sau khi cuộc xung đột kết thúc, Hotspur được tái trang bị tại Xưởng tàu Sheerness trong tháng 8 năm 1939, nhưng việc này bị tạm dừng do tình hình căng thẳng trước khi Chiến tranh Thế giới thứ hai nổ ra vào tháng 9 năm 1939.
Hotspur lên đường cuối tháng 8 để đi sang Địa Trung Hải, nhưng khi đến Gibraltar lại được cho đổi hướng đến Freetown, Sierra Leone để truy lùng các tàu cướp tàu buôn Đức tại Nam Đại Tây Dương cùng Lực lượng K. Nó được chuyển sang Trạm Bắc Mỹ và Tây Ấn vào tháng 10, và được tái trang bị tại Sheerness từ ngày 18 tháng 1 đến ngày 6 tháng 3 năm 1940. Vào ngày 6 tháng 4, Hotspur cùng phần còn lại của Chi hạm đội Khu trục 2 đã hộ tống cho bốn tàu rải mìn của Chi hạm đội Khu trục 20 khi chúng lên đường thực hiện Chiến dịch Wilfred, một hoạt động rải mìn ở Vestfjord nhằm ngăn chặn việc vận chuyển quặng sắt Thụy Điển từ Narvik đến Đức. Mìn được rải vào sáng ngày 8 tháng 4, trước khi quân Đức bắt đầu cuộc tấn công, và các tàu khu trục gia nhập trở lại cùng Renown và các tàu hộ tống.
Trong trận Narvik thứ nhất vào ngày 10 tháng 4, nó cùng với tàu chị em thoạt tiên được giao nhiệm vụ đảm bảo đường rút lui cho ba tàu khu trục khác của Chi hạm đội 2 và đối phó với các khẩu đội pháo phòng thủ duyên hải bị Đức chiếm được. Hotspur sau đó tiến lên phía trước và bắn bốn quả ngư lôi vào cảng Narvik, đánh chìm ít nhất hai tàu buôn. Khi các tàu chiến Anh rời khu vực Narvik, chúng đụng độ với năm tàu khu trục Đức ở tầm gần. Hai tàu khu trục Đức đã cắt ngang chữ T các tàu Anh và nhanh chóng bắn cháy HMS Hardy, buộc nó phải mắc cạn. HMS Hunter sau đó dẫn đầu đội hình, nhưng nó bị phía Đức gây hư hại nặng, có thể do trúng một ngư lôi, và bị giảm tốc độ nhanh chóng. Có mặt ngay phía sau trong đội hình, Hotspur tạm thời mất điều khiển do trúng trúng hai phát đạn và đã húc phải Hunter từ phía sau. Khi các con tàu xoay xở thoát ra được, Hunter bị lật úp và đắm ở tọa độ 68°24′53″B 17°10′22″Đ / 68,41472°B 17,17278°Đ; Hotspur di chuyển chậm, chịu đựng hỏa lực của cả năm tàu đối phương. HMS Havock và HMS Hostile đã thoát ra trước đó, nhưng quay trở lại để trợ giúp Hotspur. Hostile thả một màn khói giúp đỡ cho Hotspur chạy thoát trong khi Havock đối đầu các con tàu Đức. Hostile hộ tống cho Hotspur bị hư hại nặng đến căn cứ sửa chữa được lập tạm thời tại Flakstadøya thuộc quần đảo Lofoten. Trong trận chiến con tàu bị bắn trúng bảy lần, đánh trúng nồi hơi số 2, hỏng hệ thống điện, hệ thống thả mìn sâu, máy đo tầm xa, và làm thiệt mạng 18 thành viên thủy thủ đoàn. Việc sửa chữa tạm thời cho phép nó về đến Xưởng tàu Chatham, nơi nó được sửa chữa từ ngày 2 tháng 5 đến ngày 16 tháng 7.
Sau khi việc sửa chữa hoàn tất, Hotspur được chuyển sang Chi hạm đội Khu trục 13 trực thuộc Bộ chỉ huy Bắc Đại Tây Dương đặt căn cứ tại Gibraltar. Trong Chiến dịch Hurry, nó cùng ba tàu khu trục khác hộ tống tàu sân bay HMS Argus đến một vị trí ở phía Tây Nam Sardinia, nơi có thể tung các máy bay tiêm kích Hawker Hurricane đến tăng viện cho Malta vào ngày 2 tháng 8. Đến ngày 11 tháng 9, nó trông thấy một lực lượng của phe Vichy Pháp, bao gồm các tàu tuần dương Georges Leygues, Gloire và Montcalmcùng ba tàu khu trục hộ tống đang trên đường từ Toulon đến Gabon. Nó hộ tống cho các tàu chiến chủ lực của Lực lượng H trong trận Dakar vào ngày 23 tháng 9, nhưng không trực tiếp đụng độ. Đến ngày 20 tháng 10, Hotspur cùng các tàu khu trục Griffin và Gallant đã đánh chìm tàu ngầm Ý Lafolè về phía Đông Gibraltar. Con tàu bị hư hại đáng kể khi nó húc tấn công chiếc tàu ngầm, và nó được sửa chữa tạm thời tại Gibraltar từ ngày 22 tháng 10 đến ngày 20 tháng 11. Nó hộ tống một đoàn tàu vận tải chuyển quân từ Gibraltar đến Malta vào cuối trong khuôn khổ Chiến dịch Collar. Việc sửa chữa triệt để được thực hiện tại Malta từ ngày 29 tháng 11 đến ngày 20 tháng 2 năm 1941. Sau khi việc sửa chữa hoàn tất, nó được phân về Chi hạm đội Khu trục 2 thuộc Hạm đội Địa Trung Hải, và đã hộ tống cho các tàu chiến chủ lực của hạm đội trong Trận chiến mũi Matapan vào tháng 3 năm 1941. Đến giữa tháng 4, nó hộ tống tàu vận chuyển nhanh Breconshire và ba thiết giáp hạm đi từ Alexandria đến Malta trước khi tiếp tục hộ tống cho các thiết giáp hạm khi chúng bắn phá Tripoli vào ngày 20 tháng 4. Sau khi được tiếp nhiên liệu tại Alexandria vào ngày 23 tháng 4, Hotspur lên đường đi Hy Lạp để giúp triệt thoái binh lính Anh và Australia khỏi các bãi đổ bộ. Đến ngày 8 tháng 5, nó một lần nữa hộ tống cho các tàu chiến chủ lực của Hạm đội Địa Trung Hải khi chúng bảo vệ cho một đoàn tàu vận tải khác từ Alexandria đến Malta trước khi được cho tách ra để hộ tống tàu tuần dương hạng nhẹ Ajax khi chiếc này bắn phá cảng Benghazi vào ngày 7-8 tháng 5, và đánh chìm hai tàu buôn Ý. Trong cuộc triệt thoái khỏi Crete, Hotspur đã phải đánh đắm tàu khu trục Imperial vào ngày 29 tháng 5 sau khi bánh lái chiếc này bị hỏng do một quả bom ném suýt trúng.
Hotspur đã hộ tống cho tàu đổ bộ bộ binh (LSI) Glengyle trong giai đoạn mở màn của Chiến dịch Syria-Lebanon vào tháng 6 năm 1941 cũng như săn tìm các tàu ngầm Pháp. Từ tháng 7 đến tháng 11, Hotspur hộ tống các đoàn tàu vận tải tăng viện choTobruk. Vào ngày 25 tháng 11, nó đã hộ tống cho thiết giáp hạm khi chiếc này trúng ngư lôi từ tàu ngầm U-boat Đức U-331; nó đã cùng các tàu khu trục hộ tống khác cứu vớt được 451 người sống sót. Nó đã hộ tống cho tàu tuần dương hạng nhẹ HMS Naiad khi chiếc này bắn phá Derna vào đầu tháng 12. Đang khi hộ tống một đoàn tàu vận tải, nó đã cùng tàu chị em HMS Hasty đánh chìm tàu ngầm U-79 vào ngày 23 tháng 12 ở về phía Bắc 
Sollum.
Trong một đoàn tàu vận tải đi đến Malta vào tháng 1 năm 1942, Hotspur được phân công hộ tống chiếc tàu buôn Thermopylae đi đến Benghazi khi nó gặp trục trặc động cơ. Tuy nhiên, trên đường đi Thermopylae bị không kích đánh chìm vào ngày 19 tháng 1. Vào ngày 23 tháng 3, Hotspur được chuyển sang Hạm đội Đông tại Ấn Độ Dương và được phân về Lực lượng A của hạm đội vào lúc Hải quân Đế quốc Nhật Bản tiến hành cuộc Đột kích Ấn Độ Dương vào đầu tháng 4 năm 1942. Nó quay trở lại Địa Trung Hải để tham gia Chiến dịch Vigorous, một đoàn tàu vận tải khác từ Alexandria đến Malta vào tháng 6. Hotspur buộc phải đánh đắm tàu chị em Hasty sau khi nó trúng ngư lôi từ tàu phóng lôi E-boat Đức S-55. Sau khi quay trở lại Ấn Độ Dương, nó hộ tống cho tàu sân bay HMS Illustrious khi chiếc này hỗ trợ các hoạt động tại Madagascar trong tháng 9.Hotspur tiếp tục ở lại khu vực Ấn Độ Dương cho đến tháng 1 năm 1943 khi nó được chuyển đến Freetown, đến nơi vào ngày 14 tháng 2. Nó chỉ ở lại đây một thời gian ngắn trước khi được gọi quay trở về nhà để cải biến thành một tàu khu trục hộ tống. Công việc được bắt đầu tại Sheerness từ ngày 1 tháng 3, và kéo dài cho đến ngày 31 tháng 5.
Một dàn radar dò tim mặt đất Kiểu 271 được trang bị thay thế cho bộ điều khiển hỏa lực và máy đo tầm xa bên trên cầu tàu, đồng thời một dàn radar Kiểu 290 cảnh báo mặt biển cũng được bổ sung trên đỉnh cột ăn-ten. Một hệ thống định vị cao tần cũng được bổ sung trên cột ăn-ten phía sau. Con tàu cũng có một hệ thống IFF (nhận diện bạn/thù) Kiểu 242. Hai khẩu pháo 4,7 inch, một phía trước và một phía sau, được tháo dỡ và khẩu phía trước được thay thế bằng một dàn súng cối chống tàu ngầm Hedgehog. Khẩu pháo 3 inch phòng không giữa tàu được tháo dỡ, nhưng số pháo 20 mm phòng không được tăng lên sáu khẩu.
Hotspur được phân về Đội hộ tống C-4 sau khi hoàn tất chạy thử máy vào tháng 6, và đã hộ tống các đoàn tàu vận tải tại Bắc Đại Tây Dương. Nó được chuyển về Đội hộ tống 14 vào tháng 6 năm 1944 và trải qua một đợt tái trang bị tại Barrow-in-Furness từ ngày 31 tháng 10 năm 1944 đến ngày 9 tháng 3 năm 1945. Nhiệm vụ hộ tống tại vùng biển Ireland tiếp nối cho đến khi chiến tranh kết thúc tại Châu Âu. Ít lâu trước thời điểm này, dàn súng cối Hedgehog của nó được thay thế trở lại bằng một khẩu pháo 4,7 inch. Hotspur được phân công một thời gian ngắn cùng Lực lượng Hộ tống Rosyth trước khi chuyển sang Hải đội Huấn luyện Derry vào tháng 8, được chuyển sang Đội hộ tống 4 vào tháng 6 năm 1946 cho đến khi được tái trang bị tại Xưởng tàu Portsmouth từ tháng 2 đến tháng 3 năm 1947. Nó lại được điều sang Chi hạm đội Hộ tống 3 đặt căn cứ tại cảng Portland. Hotspur được chọn để tháo dỡ vào tháng 11 năm 1947 và được đưa về lực lượng dự bị từ ngày 20 tháng 1 năm 1948, chờ đợi để được tháo dỡ.
Hotspur được bán cho Cộng hòa Dominica vào ngày 23 tháng 11 năm 1948 và được đổi tên thành Trujillo. Vào lúc này, con tàu mang radar Kiểu 291 cảnh báo trên không cùng một bộ SG-1 dò tìm mặt đất của Hoa Kỳ. Bốn khẩu pháo phòng không Bofors 40 milimét (1,6 in) thay thế cho các khẩu Oerlikon 20 mm. Sau cái chết của Rafael Trujillo, người cai trị Dominica suốt từ năm 1930 cho đến khi bị ám sát vào năm 1961, con tàu được đổi tên thành Duarte vào năm 1962. Nó bị bán để tháo dỡ vào năm 1972.